# 競價交易時段
競價交易時段可分成2002年實施的開市競價交易時段及2008年5月至2009年3月期間，而又在2016年7月25日起再實施的收市競價交易時段，是香港交易所實行的一種香港股票交易制度。

## 開市競價交易時段
開市競價交易時段是指每個交易日開市前半小時的稱呼，該時段可分成四部份。
- 輸入買賣盤時段：每個交易日的9時至9:15，可以輸入，更改或取消競價盤或競價限價盤，但不可沽空，系統會自動更新及顯示參考平衡價格及參考平衡成交量。

- 對盤前時段：每個交易日的9:15至9:20，只可輸入競價盤，不可以更改或取消買賣盤，同樣不可沽空，系統會自動更新及顯示參考平衡價格及參考平衡成交量。

- 對盤時段：每個交易日的9:20至9:28，按買賣盤類別，價格及時間次序，按參考平衡價格順序對盤，未能配對的又不偏離按盤價九倍或以上的競價限價盤，改成限價盤於開市後繼續輪候直至收市。

- 暫停時段：每個交易日的9:28-9:30。

## 收市競價交易時段

### 2008 - 2009年度
收市競價交易時段，又名U盤時段，是香港交易所曾經實行的一種香港股票交易制度，此制度由2008年5月實行。U盤時段容許股票交易可以在下午4時後多出10分鐘交易，此10分鐘之中的前8分規定不對盤，只容輸入買賣價，而後兩分鐘不作買賣，只作清理對盤（即是做Settlement）。
收市競價時段自推出後，曾有個別股份在收市競價時段出現異動。 其後，港交所原本打算在2009年6月22日起把收市競價時段的波幅限制為2%。
2009年3月11日，匯豐控股在收市競價時段股價更下跌多一成至33元收市，因此被批評是勁假時段。港交所亦於3月12日宣佈於3月23日起，取消收市競價時段。

### 2016年度
收市競價交易時段是指每個交易日收市前最後10分鐘的稱呼，該時段可分成四部份。
- 計算及公佈參考價時段：每個交易日的4時至4:01，以持續時段最後一分鐘取五個按價的中間位為參考價，系統會陸續顯示參考平衡價格及參考平衡成交量。

- 輸入買賣盤時段：每個交易日的4:01至4:06，可以輸入，更改或取消競價盤或競價限價盤，但價格限制是參考價的的{\displaystyle \pm 5\%}，系統會自動更新及顯示參考平衡價格及參考平衡成交量。

- 不可取消時段：每個交易日的4:06至4:08，只可輸入競價盤或競價限價盤，但不可以更改或取消，同樣不可沽空，價格限制進一步至最低沽盤價與最高買盤價之間，系統會自動更新及顯示參考平衡價格及參考平衡成交量。

- 隨機收市時段：每個正常交易日的4:08-4:10，隨機收市前仍可輸入競價盤或競價限價盤，但不可以更改或取消，系統會自動配對最多成交的買賣盤，隨時收市。

現時所有股票（不論於主板或創業板上市）、REITS、債券產品及交易所買賣基金（包括槓桿/反向型）均已獲納入收市競價時段的證劵名單，而衍生權證、牛熊證、界內證則因其產品特性而未有被納入。

## 外部連結
有關開市前時段的常問問題
交易所的交易機制 （页面存档备份，存于）